# Stenorumia pangiaria
Stenorumia pangiaria là một loài bướm đêm trong họ Geometridae.